# Il medico di campagna (film 2016)
Il medico di campagna (Médecin de campagne) è un film del 2016 scritto e diretto da Thomas Lilti.

## Trama
Tutti gli abitanti di un piccolo paese di campagna nella Francia del nord sanno che possono contare su Jean-Pierre, un medico che li visita, li cura e li rassicura 24 ore su 24, 7 giorni su 7. Quando Jean-Pierre si ammala a sua volta, l’ospedale gli manda Nathalie, che fa il medico da poco, per affiancarlo. Riuscirà Nathalie ad adattarsi a questa nuova vita e a rimpiazzare Jean-Pierre che, fino a quel momento, si è sempre creduto insostituibile?

## Distribuzione
Il film è uscito in Francia il 23 marzo 2016 rimanendo nel circuito per ben 41 settimane, il periodo più lungo per i film usciti nell'anno. In Italia è stato distribuito dalla BiM Distribuzione dal 22 dicembre 2016.